# Mago (agronoom)
Mago was een Carthaags geleerde die een landbouwkundige encyclopedie schreef in het Punisch. De 28 boeken zijn grotendeels verloren, maar sommige fragmenten zijn overgeleverd in Griekse en Latijnse vertaling.

## Geschiedenis
Het werk van Mago was gedeeltelijk gebaseerd op Griekse teksten, aangevuld met Fenicische en Berberse kennis. Zijn encyclopedie was zo befaamd dat hij gered werd uit de verwoesting van Carthago door de Romeinen (146 v.Chr.). Scipio Aemilianus nam hem als oorlogsbuit naar Rome, waar de senaat een commissie van linguïsten belastte met de vertaling naar het Latijn. Dit gebeurde onder leiding van Decimus Junius Silanus. Cassius Dionysius verzorgde een Griekse vertaling, later ingekort door Diophanes van Nicaea tot een zesdelig werk.

## Inhoud
De overgeleverde fragmenten zijn onder meer te vinden bij Varro, Columella, Plinius de Oudere en Gargilius Martialis:
- Wie een landgoed koopt, moet zijn huis in de stad verkopen.[4]
- De meest productieve wijngaarden zijn naar het noorden gericht.[5]
- Hoe wijnstokken te planten.[6]
- Hoe wijnstokken te snoeien.[7]
- Hoe olijfbomen te planten.[8]
- Hoe fruitbomen te planten.[9]
- Hoe moerasplanten te oogsten.[10]
- Klaarmaken van granen en peulvruchten om te malen.[11]
- Hoe ossen te kiezen.[12]
- Notities over de gezondheid van vee.[13]
- Muilezels veulenen soms in Afrika. Muilezels en merries hebben een dracht van twaalf maanden.[14]
- Notities over boerderijdieren.[15]
- Bijen wegkrijgen van een ossenkarkas.[16]
- Imkers mogen geen darren doden.[17]
- Hoe granaatappels te bewaren.[18]
- Hoe de beste passum te maken (druivenwijn).[19]